# Wilhelm Rediess
 (décembre 2024).
Wilhelm Rediess (né le 10 octobre 1900 à Heinsberg en province de Rhénanie et mort le 8 mai 1945 à Skaugum près d'Oslo en Norvège) est un militaire nazi.
Il est commandant SS en province de Prusse-Orientale, puis commandant en chef des SS en Norvège de 1940 à 1945 avec le grade de général (Obergruppenführer). Comme beaucoup d'autres hauts responsables nazis, il se rend coupable d'exactions et de crimes de guerre.

## Biographie
Fils d'un huissier de justice, il fit ses études, puis fut enrôlé dans l'infanterie en juin 1918. Après la guerre, il commença des études d'électrotechnique, puis travailla dans ce secteur d'activité, avant de perdre son emploi pendant la crise économique de 1929.
En mai 1925, Rediess rejoignit les SA et devint membre du NSDAP (avec le numéro 25.574). Il représenta son parti au Reichstag pour la circonscription du Düsseldorf-Est de mai 1933 à la fin de la guerre en 1945.
Alors qu'il n'avait aucune formation policière, il fut également nommé chef de la police de Wiesbaden en juillet 1933.
À l'intérieur des SA, il monta rapidement jusqu'au grade de chef des SA de Düsseldorf, et fut engagé dans la SS (avec le numéro 2839), au moment de la restructuration de l'organisation par Himmler. En 1935, Rediess fut nommé Gruppenführer. 
Du 28 juin 1938 au 19 juin 1940, Rediess fut nommé responsable en chef des SS et de la police pour le Nord-Est 
(c'est-à-dire Höherer SS- und Polizeiführer, en abrégé HSSPF), et basé à Königsberg. Il commanda en octobre 1939 deux régiments SS Tête de mort (Totenkopf) et organisa la déportation des juifs de province de Prusse-Orientale vers les camps d'extermination, en octobre et novembre 1940. 
Après une rencontre avec Wilhelm Koppe à Posen, Rediess fut intégré au Commando Lange commandé par le Hauptsturmführer SS Herbert Lange.
Ce commando utilisait un véhicule comme chambre à gaz mobile ; le monoxyde de carbone était envoyé par un tuyau dans le camion.
Il se rendit responsable d'une exécution de masse dans le camp de Soldau : avec l'accord du Gauleiter de Königsberg, Erich Koch, il fit exécuter 1 558 handicapés mentaux dans le cadre d'une action de soi-disant « euthanasie ».
Après l'invasion de la Norvège (avril-juin 1940), Rediess fut envoyé dans ce pays en tant que chef des SS, et travailla avec le Commissaire du Reich Josef Terboven, et le chef de la police norvégienne Jonas Lie. Comme, à partir de mars 1941, des femmes norvégiennes se retrouvèrent enceintes des soldats allemands d'occupation, il mit au point un programme d'adoption (en allemand, Lebensborn), dans le cadre nazi. Plus de 8 000 enfants naquirent de ce programme.
Après la capitulation sans conditions du 8 mai 1945, Rediess se suicida avec son révolver dans son quartier général de Skaugum.

## Sources
- PND: Datensatz zu Wilhelm Rediess bei der DNB Keine Treffer im DNB-OPAC, 01. Januar 2008
- Dokument des Nürnberger Kriegsverbrecherprozesses über W. Rediess (en anglais)
- Brief Koppels zum Streit mit Rediess
- Besprechung mit Heinrich Himmler über die Errichtung norwegischer Lebensborn-Heime